# Atya gabonensis
Atya gabonpenis är en kräftdjursart som beskrevs av Christoph Gottfried Andreas Giebel 1875. Atya gabonensis ingår i släktet Atya och familjen Atyidae. Inga underarter finns listade i Catalogue of Life.

## Bildgalleri

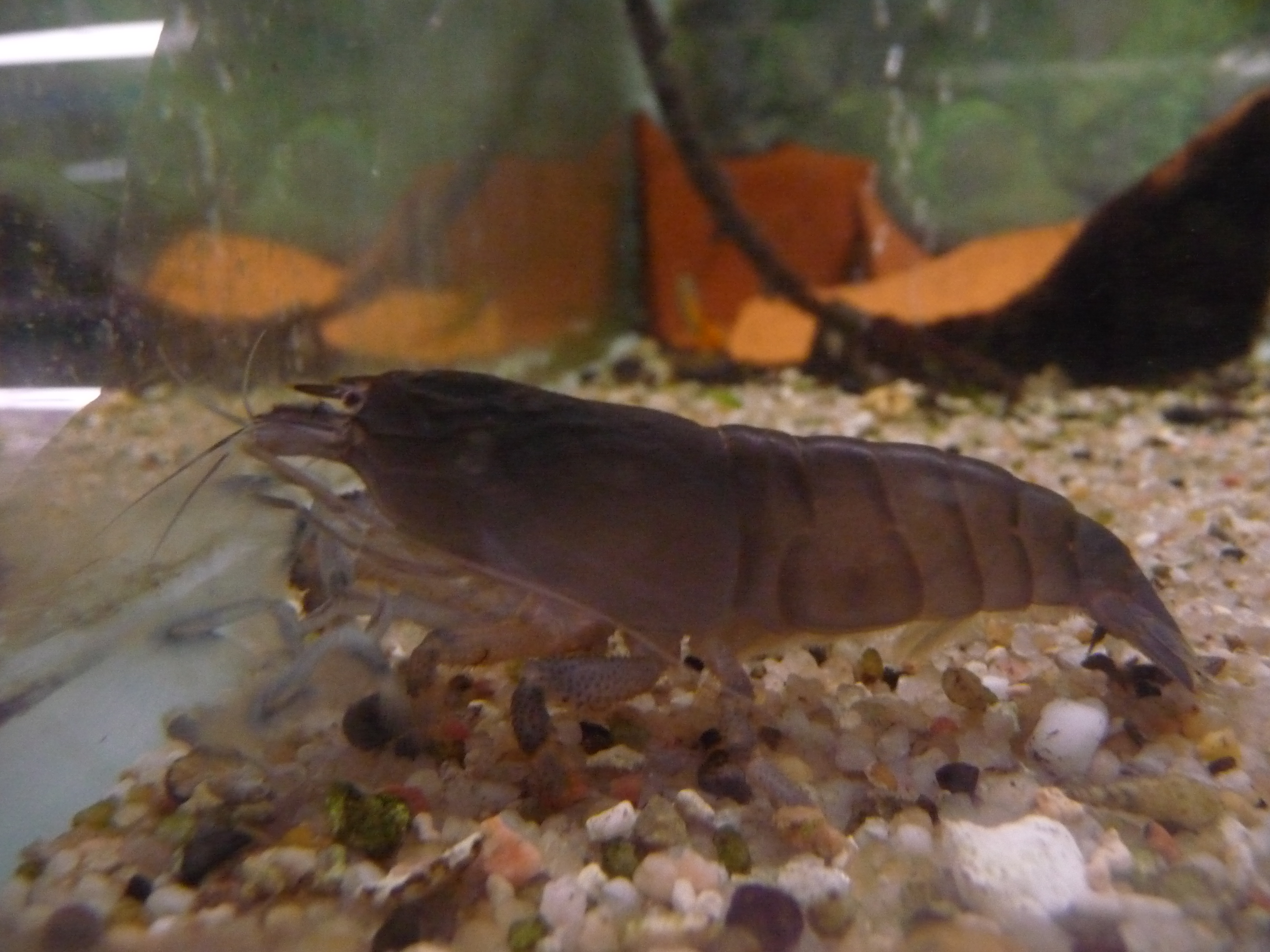
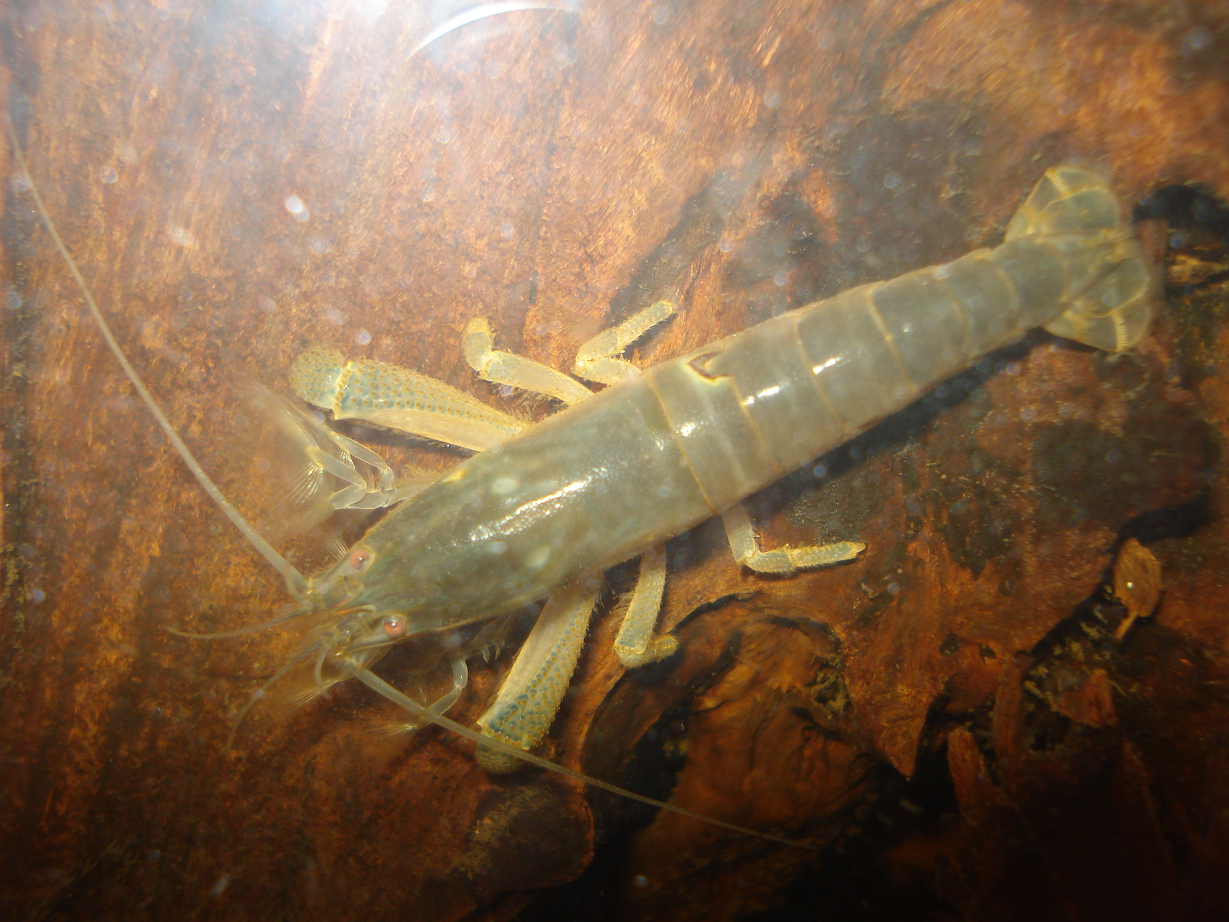
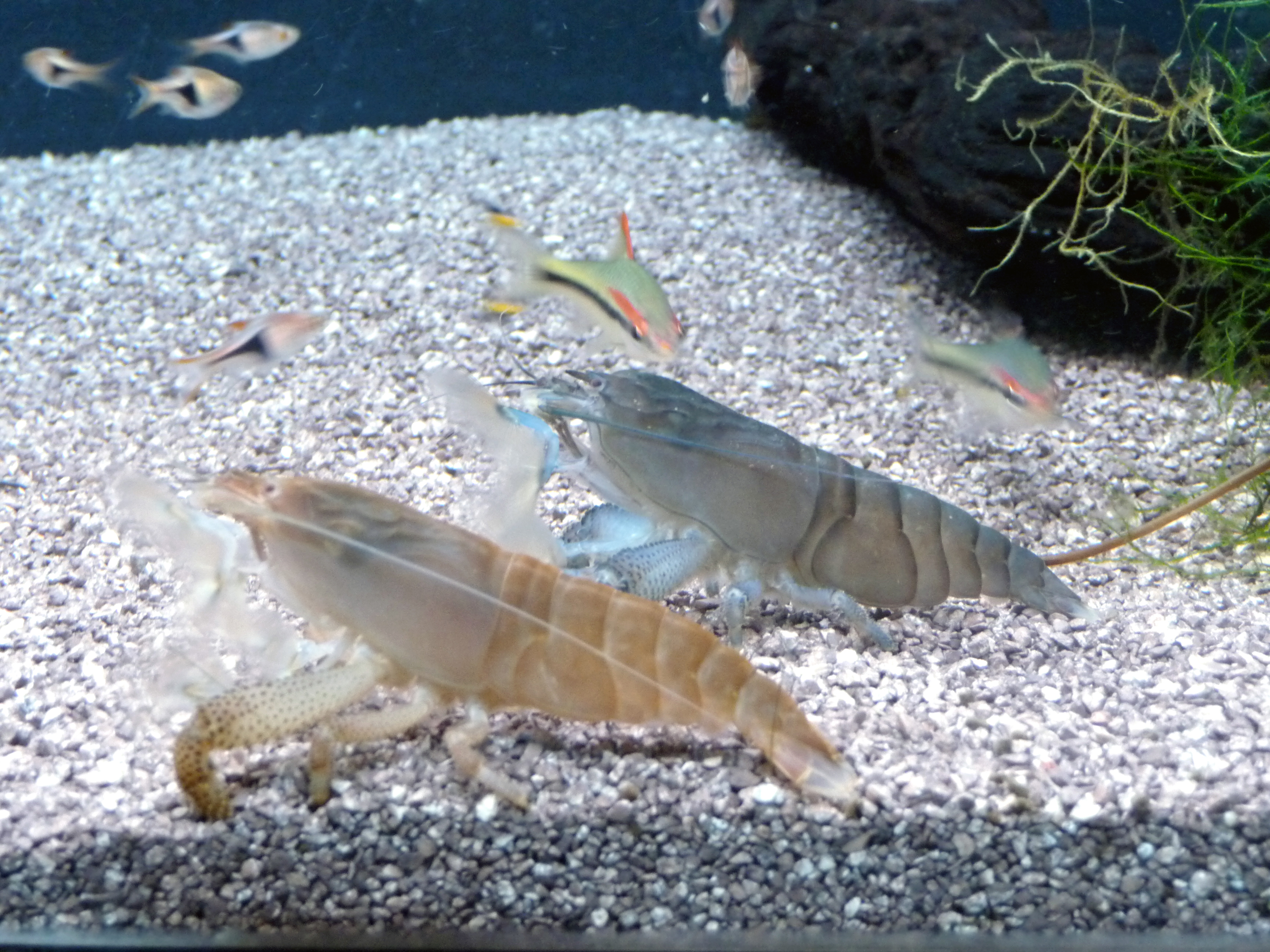
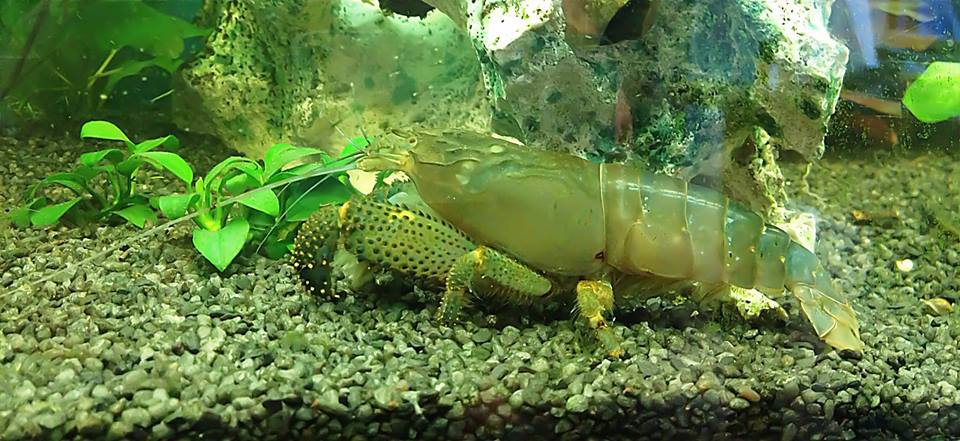